# Scrap Happy Daffy
Scrap Happy Daffy è un film del 1943 diretto da Frank Tashlin. È un cortometraggio d'animazione della serie Looney Tunes, uscito negli Stati Uniti il 21 agosto del 1943, e ha come protagonista Daffy Duck.
Il corto è di dominio pubblico in quanto non ne furono rinnovati in tempo i diritti.

## Trama
Daffy fa guardia a un mucchio di rottami e, nel mentre canta We’re in to Win, invita gli statunitensi a contribuire allo sforzo bellico, dato che lo stagno, il ferro e il piombo di vari utensili da buttare possono essere rilavorati per dar vita a materiale bellico. Nel frattempo, Adolf Hitler si infuria quanto scopre che la pila di rottami sta contribuendo alla sconfitta di Benito Mussolini, pertanto dà ai suoi uomini l'ordine di distruggere quel cumulo di rottami.
Un sottomarino nazista arriva nei pressi della pila di rottami e lancia un siluro dal quale esce una caprone, che inizia a mangiare tutto ciò che trova. Daffy, nel sentire dei rumori, va a controllare e, dopo aver puntato il suo fucile contro un riflesso di sé stesso, trova la capra che ha il singhiozzo, pertanto le dà un digestivo Alka-Seltzer. Tuttavia, quando Daffy nota la svastica sul collare della capra, capisce che si tratta di un nemico. All'inizio l'anatra ha la meglio, ma poi Daffy viene quasi messo al tappeto quando prova a colpire il caprone con un martello.
Daffy è sul punto di arrendersi, a tal punto da dire "Cosa non darei per una bella scatola di spinaci" (una citazione a Braccio di Ferro), ma i fantasmi dei suoi antenati lo incoraggiano, in quanto "gli statunitensi non si arrendono". Allora Daffy, essendo una "papera d'America", si trasforma in "Super American", una citazione a Superman. Daffy insegue la capra, che si rifugia nel sottomarino, e respinge a pugni qualsiasi proiettile gli venga sparato, quindi inizia ad armeggiare con il periscopio. In quel momento, la scena cambia e viene rivelato che Daffy sta armeggiando con una manichetta antincendio, dalla quale esce dell'acqua che lo spruzza. Allora Daffy si convince che era stato solo un sogno, finché non nota il sottomarino nazista sulla sommità del cumulo di rottami, il cui equipaggio urla: "La prossima volta che sogni, lasciaci fuori per favore!"

## Distribuzione
Il cartone venne colorizzato nel 1995, aggiungendo del colore digitalmente a una nuova copia del cartone originale in bianco e nero. Ciò è riuscito a preservare la qualità dell'animazione originale. Tuttavia, questa nuova versione a colori non è mai stata distribuita sulla televisione statunitense. Un segmento di questo cartone venne incluso in un documentario sui cartoni durante il secondo conflitto mondiale ("ToonHeads: The Wartime Cartoons") e in un documentario su Frank Tashlin nel terzo volume della Looney Tunes Golden Collection, oltre a comparire a sé stante nei DVD Looney Tunes Golden Collection: Volume 5 e Looney Tunes Platinum Collection: Volume 3.
Inoltre, il cartone originale in bianco e nero è presente come contenuto speciale per un'edizione in DVD della pellicola della Warner Bros. Arcipelago in fiamme, del 1943.

## Accoglienza
Il film fu selezionato per l'inclusione nel libro di Jerry Beck The 100 Greatest Looney Tunes Cartoons; in tale occasione l'animatore Eric Goldberg scrisse: "Nonostante la natura gingoistica del film, esso vanta comunque tutti i tratti distintivi di un grande cartone di Tashlin: le pose dinamiche e stilizzate nell'animazione; gli sfondi e i modelli grafici stilizzati; e l'umorismo oltraggioso - si passa in dissolvenza dal posteriore di un cavallo con una coda nera al ciuffo sul volto di Adolf; la capra è in grado di fare un passo militare dell'oca a quattro zampe. Scrap Happy Daffy è un classico dei cartoni di propaganda della seconda guerra mondiale."